# José Gabriel de Silva-Bazán
Josef Gabriel ze Silva-Bazán a Valdštejna, 10. markýz ze Santa Cruz de Mudela (španělsky José Gabriel de Silva-Bazán y Waldstein, 10. markýz ze Santa Cruz de Mudela, 18. března 1782, Madrid – 4. listopadu 1839 tamtéž) byl španělský šlechtic, první ředitel madridského muzea Prado v letech 1817-1820 a v letech 1822-1823 královský komorník. Po své matce Anně Marii z Valdštejna-Wartenbergu měl česko-rakouské kořeny.

## Životopis
Narodil se v Madridu jako nejstarší syn Josef Jáchyma ze Silva-Bazánu (1734–1802), potomka Álvara z Bazánu markýze ze Santa Cruz, a jeho druhé česko-rakouské manželky Anny Marie z Valdštejna-Wartenbergu (1763–1807).
Působil jako komorník (mayordomo mayor) ve službách krále Ferdinanda VII., dále vykonával funkci senátora, byl členem regentské rady během dětství královny Isabely II. Působil jako velvyslanec v Paříži, zvláštní vyslanec v Londýně pro korunovaci Jiřího IV. a ředitel Královské akademie. V lednu 1822 byl také 6 dní předsedou španělské vlády.
V roce 1817 byl jmenován prvním ředitelem muzea Prado. Již před vypuknutím iberské války za nezávislost přesvědčil jeho otec krále Karla IV., aby některé obscénní obrazy z královské sbírky nespálil, jak si přál předchozí král Karel III., nýbrž uložil je do soukromé galerie. Díky tomu mohlo být po válce na popud královny Marie Isabely vytvořeno muzeum, jehož prvním ředitelem se José Gabriel de Silva-Bazán stal.
Po vyhlášení liberálního triénia ve Španělsku ho ve funkci ředitele nahradil jeho švagr Pedro de Alcántara Téllez-Girón, ale v nejistých časech po smrti krále Ferdinanda VII. se společně s novým ředitelem Josém Rafaelem de Silvou zasadil o to, aby sbírka muzea zůstala pohromadě.
Za své zásluhy byl jmenován rytířem Řádu zlatého rouna (1821), Řádu Calatravy a řádu Karla III.

## Manželství a děti
V roce 1801 se oženil s Joaquinou Téllez-Girón (1784–1851), dcerou Pedra Téllez-Giróna, 9. vévody z Osuny a Marie Josefy Pimentel, vévodkyně z Benavente a maloval Francisco Goya. Manželé měli 4 děti.
- Joaquina (1802-1876), provdaná za Pedra de Alcántara Álvareze (1803-1867)
- Inés (1806-1865), provdaná za Nicoláse Osoria y Zayas, XVI. markýze z Alcañices a vévodu z Alburquerque (1799-1866)
- Fernanda María (1808-1879), provdaná za Andrése Avelina de Arteaga Lazcano y Carvajal, VI Marqués de Valmediano (1807-1850),
- Francisco de Borja (1815–1889), 11. markýz ze Santa Cruz

### Portréty od Francisca de Goya

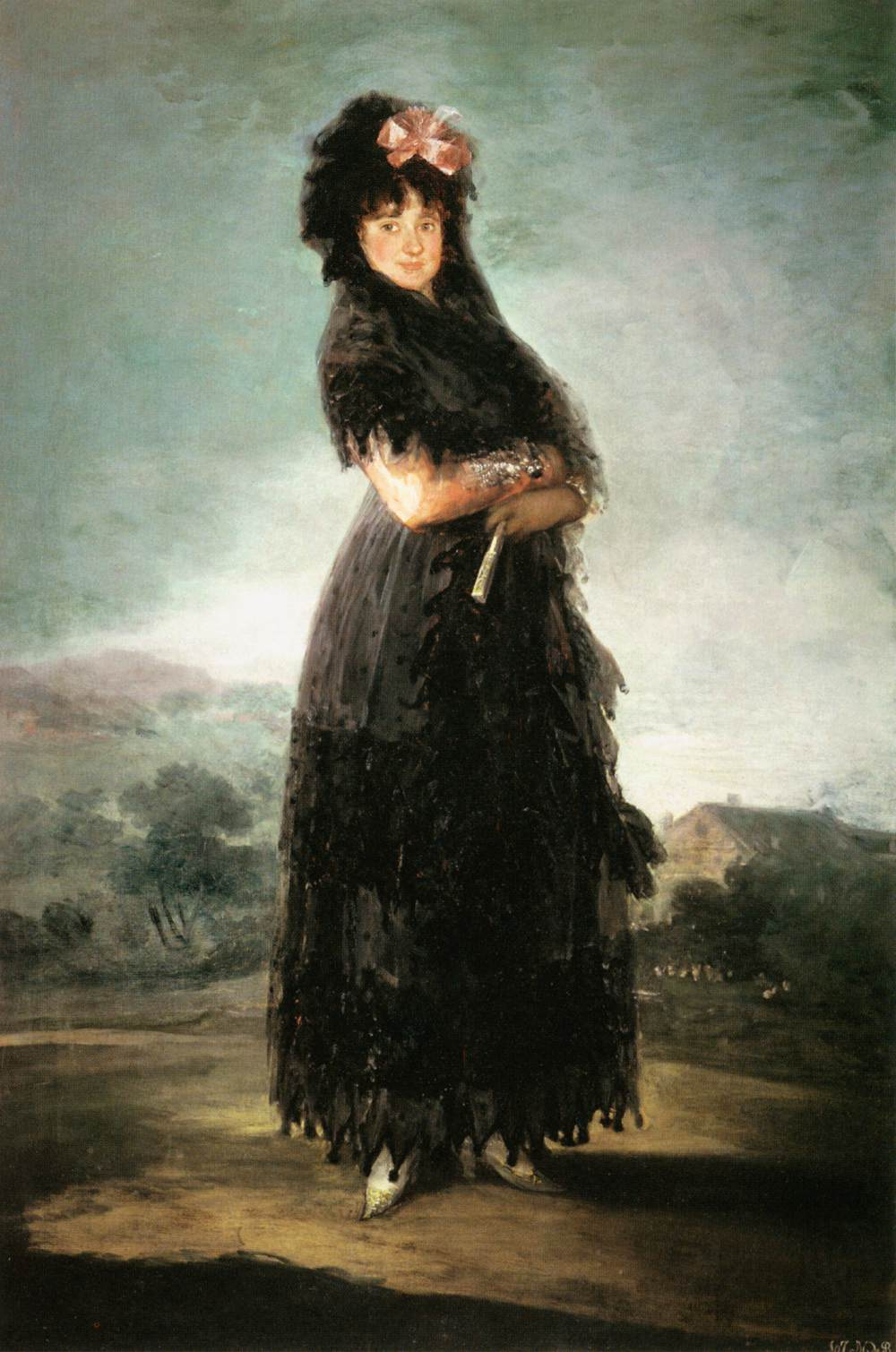
Mariana Waldstein (1797-1800), matka Josého Gabriela
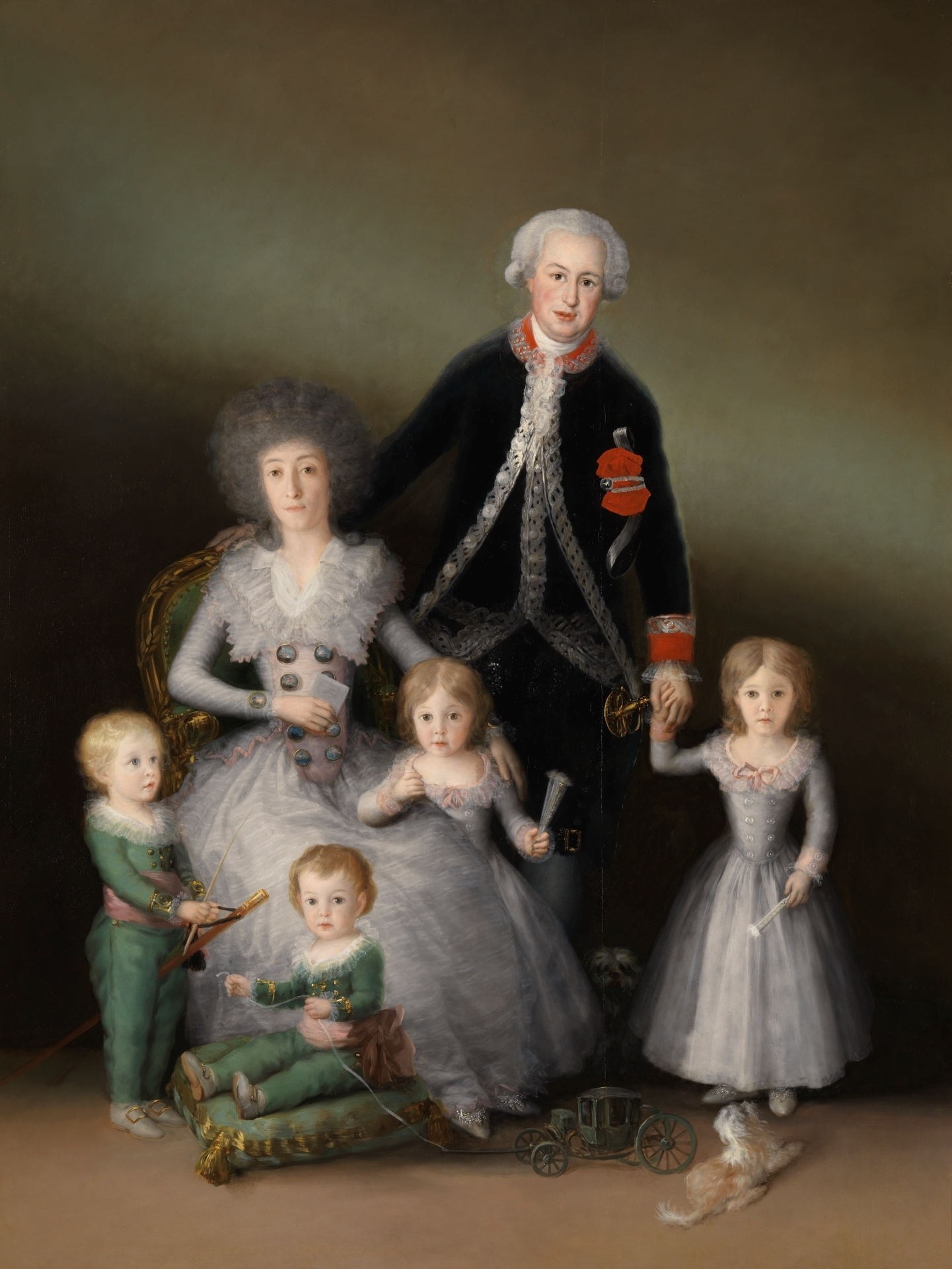
Vévoda z Osuny a jeho mladá rodina, jeho švagrová (1788)
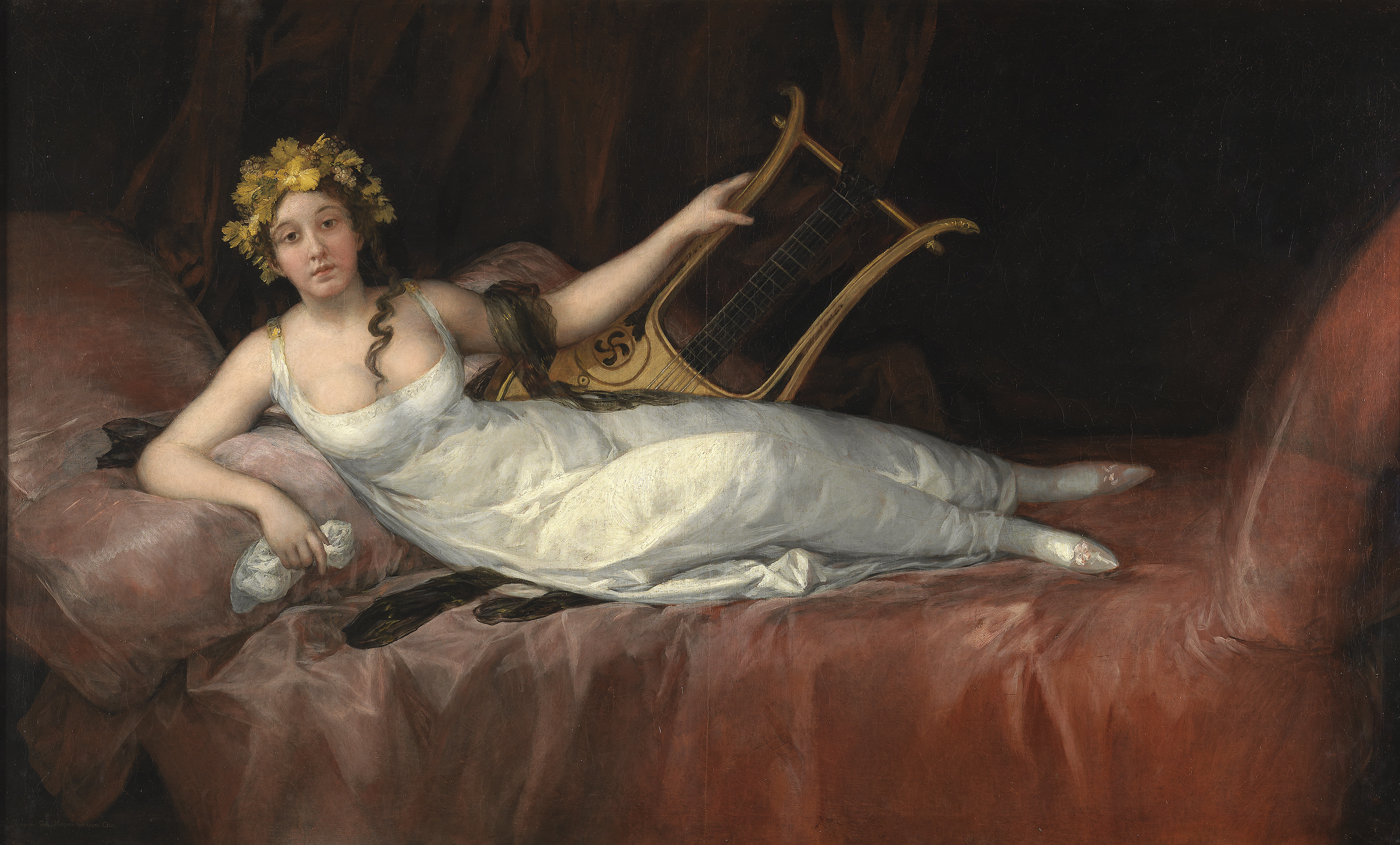
Joaquina Téllez-Girón, markýza ze Santa Cruz, jeho manželka (1805)